# برومتون رود

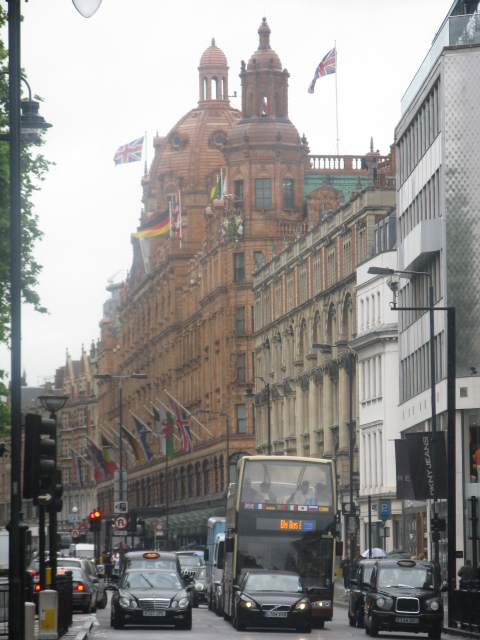
«برومتون رود».

برومتون رود شارع يقع بحي نايتسبرج في العاصمة البرطانية لندن.
يحتل محل هارودز ناصية الشارع ويعتبر أهم معالمه. كما يقع مقهى «چباتي وكرك» في عمارة رقم 144 من الشارع.